# Koolasuchus
Koolasuchus cleelandi
Genre
Espèce
Koolasuchus est un genre éteint d’amphibiens temnospondyles. C’est l’un des plus grands amphibiens qui aient jamais vécu. Une seule espèce est rattachée au genre : Koolasuchus cleelandi, décrite en 1997 par Anne Warren (d), Thomas H. Rich (d) et Patricia Vickers-Rich (d).
D'abord pris pour des restes de crocodiles, ses fossiles ont été découverts dans l’État de Victoria, en Australie, dans des sédiments datés d’il y a environ 120 Ma (millions d’années) au cours de l’Aptien (Crétacé inférieur). C’est le dernier temnospondyle connu à avoir vécu.

## Description

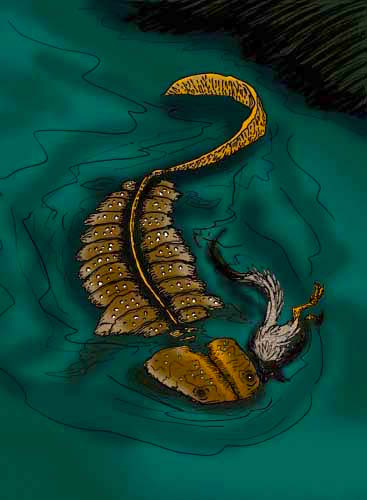
Reconstitution d’un Koolasuchus dévorant un Leaellynasaura.

Sa taille a été estimée à entre 4 et 5 mètres et sa masse à environ 500 kilogrammes. La longueur de son crâne, plus gros comparé au reste du corps, est estimée à environ 65 centimètres. Physiquement, c’était une salamandre géante, avec une queue en pagaie, des pattes d’assez petite taille comparées au reste du corps, ce qui suggère un mode de vie en milieu essentiellement aquatique.
Physiquement, bien qu’on le représente la plupart du temps avec une peau lisse, il est possible qu’il ait eu des plis le long de son corps, comme les espèces de salamandres géantes actuelles (Salamandre géante de Chine, Salamandre géante du Japon), qui vivent dans des conditions similaires, et auxquelles il pouvait ressembler, en plus grand. C’était un animal à sang froid dépendant des températures extérieures. Sa peau, comme celle de la plupart des amphibiens, devait être fine, perméable, dépourvue d’écailles et devant rester humide, l’obligeant à rester près de l’eau et à éviter d’être exposé aux rayons du soleil. Comme la plupart des amphibiens, il devait pouvoir respirer sous l’eau par la peau.

## Environnement
Vers la fin du Crétacé inférieur (Aptien) il y a environ 120 millions d’années, l’Australie et l’Antarctique alors encore réunis se disposaient autour du pôle Sud et subissaient donc six mois de jour polaire et six mois de nuit, mais l’époque, ce continent était recouvert de denses forêts polaires à larges feuilles et parsemé de lacs, mares et fleuves qui gelaient peut-être la nuit et qui étaient l’habitat de Koolasuchus. Ce climat fut favorable à bon nombre d’espèces de plantes (surtout des conifères, résistants au froid) semblables à la flore des actuelles forêts magellaniques subpolaires et à d’autres animaux, dont des dinosaures adaptés aux hivers comme Leaellynasaura. Peut-être Koolasuchus hibernait-il en hiver, au fond des mares ou des étangs.
Il est possible que les contrastes thermiques saisonniers aient permis à Koolasuchus, dernier grand amphibien, de survivre et prospérer. En effet, contrairement aux autres amphibiens de grande taille, apparus avant le Mésozoïque, il n’eut pas à subir la concurrence des crocodiliens dans la même niche écologique, en plein essor depuis le Jurassique moyen et responsables de la disparition des amphibiens sur le reste du globe en raison de leur adaptation meilleure et leur comportement plus actif que celui des amphibiens. Cependant, le froid des nuits polaires empêcha leur progression jusque-là, et Koolasuchus fut donc épargné.
Koolasuchus vivait ainsi dans des fleuves, cours d’eau et rivières, entourés de forêts nébuleuses de conifères et de plantes résistantes telles des fougères, dans une atmosphère humide. Il côtoyait les autres espèces locales d’animaux, dont des dinosaures, comme Muttaburrasaurus, un Iguanodontidé, de petits ornithopodes ou encore Australovenator, un genre d’allosauridé nain, l’un des derniers représentants de cette famille. Koolasuchus, par sa taille moyenne, était capable de surprendre sur la rive des dinosaures de petite taille, à la manière des crocodiles, même s’il devait se nourrir dans l’eau essentiellement de poissons ; on ignore s’il avait lui-même des prédateurs. Il devait toutefois être une proie facile hors de l’eau, où il était lent au déplacement, au vu de ses petites pattes et de son corps massif, sans défense connue (sinon une possible toxicité de la peau, comme d’autres amphibiens).
Le mode de vie de Koolasuchus ne peut être déterminé très précisément, mais au vu du mode de vie des amphibiens actuels et du contexte paléoenvironnemental de l’époque, il devait passer les étés dans les grands fleuves des vallées, et devait les quitter pour rejoindre des étangs ou des mares en pleine forêt, qui lui servaient de quartiers d’hiver, afin d’y hiberner durant la nuit polaire, et se réveiller à l’aube (printemps) pour retourner aux grands cours d’eau et y passer le jour (l’été). Ce mode de vie est supposé d’après les espèces actuelles boréales d’amphibiens vivant dans la taïga et la toundra. Koolasuchus disparut lorsque l’Australie et l’Antarctique se séparèrent et que les forêts humides disparurent dans les deux continents, le premier se desséchant progressivement, tandis que le second fut recouvert de neiges permanentes.

## Dans la culture populaire
Koolasuchus est connu du public pour être l’un des amphibiens les plus grands de l’histoire naturelle avec Prionosuchus, l’amphibien le plus grand découvert à ce jour. On le retrouve dans quelques média :
- dans l’épisode 5 Les lutins des glaces (Spirits of the Ice Forest) de la série Sur la Terre des Dinosaures (1999) de la BBC, un Koolasuchus est le premier animal qui saisit un cadavre de Leaellynasaura au début de l’épisode ;
- dans le film Dinosaure (2000) des studios Disney, un Koolasuchus est brièvement montré au début du film, lorsque l’œuf dans lequel se trouve Aladar (le héros du film) tombe à l’eau : l’amphibien l’avale, le recrache aussitôt et s’en va ;
- Koolasuchus apparaît dans les jeux récents de la franchise Jurassic Park, dans Jurassic Park Builder, Jurassic World Alive et Jurassic World le jeu, dans lequel le joueur peut le croiser avec un Sarcosuchus pour débloquer un nouvel hybride, Koolasaurus.

## Étymologie
Le nom du genre Koolasuchus est une combinaison basée en l'honneur de la paléontologue Lesley Kool (d), qui a notamment trouvé et préparé une partie du matériel, accolée au terme suchus habituel pour les temnospondyles.
Son nom spécifique, cleelandi, lui a été donné en l'honneur de Mike Cleeland, qui a trouvé la mandibule de l'holotype et qui, avec l'aide d'étudiants du Newhaven College (en), a passé plusieurs années à fouiller le groupe Strzelecki (d), une couche géologique du Victoria en Australie.

## Publication originale
- (en) Anne Warren, Thomas H. Rich et Patricia Vickers-Rich, « The last last labyrinthodonts? », Palaeontographica Abteilung A, vol. 247,‎ décembre 1997, p. 1-24 (ISSN 0375-0442 et 2509-8373, lire en ligne).